# Johannes Symonis
Johannes Symonis, alcunhado Hasprois (Arras, ? — Roma, 1428), foi um religioso, cantor e compositor francês medieval. 
Nasceu em Arras em data desconhecida, e pouco se sabe de sua vida e carreira. Em 1378 estava trabalhando na corte portuguesa, em 1380 servia em Paris o rei Carlos V da França, e em 1384 é citado como vigário menor da Catedral de Cambrai. Poucos anos depois obteve a reitoria da igreja paroquial de Liessies, mas antes de 1393 havia deixado o lugar para juntar-se à capela dos antipapas de Avinhão, onde atuou como cantor até c. 1403. Seus últimos registros o mostram como notário da Cúria Apostólica em Roma, onde faleceu.
Em sua temporada parisiense provavelmente participou do círculo de Jean Fumée, um grupo de artistas, literatos e boêmios descrito em um poema de Eustache Deschamps, que cultivavam hábitos e uma estética excêntricos para os padrões de seu tempo. Sua atividade em cortes reais e sobretudo na corte de Avinhão, na época o principal e mais avançado centro musical da Europa, indica que era um artista de significativo prestígio. Sua obra conhecida se limita a três baladas profanas e o fragmento de uma quarta. Duas delas constam no Codex de Chantilly. Outras peças têm sido atribuídas a ele, sem haver um consenso. Apesar das poucas evidências, fica claro que Symonis é um representante do estilo Ars subtilior, caracterizado pela sofisticação intelectual e experimentalismo, fazendo uso sistemático de ritmos complexos, síncopes, melodias irregulares, longos melismas e cromatismos ousados. Suas peças têm aparecido em gravações por destacados conjuntos de música medieval, como a Capilla Flamenca, o Syntagma Musicum, a Capella de Ministrers, The Early Music Consort of London e o New London Consort.